# Joliette (Québec)
Pour les articles homonymes, voir Joliette.
Joliette est une ville canadienne au Québec, chef-lieu de la MRC de Joliette, dans la région de Lanaudière. Il s'agit de la 6e plus grande ville lanaudoise. 

## Toponymie
« Barthélemy Joliette baptise l'endroit L'Industrie, car il désirait faire de ce village un centre industriel d'envergure. Lors de son incorporation, en 1864, la nouvelle ville a pris le nom de Joliette en reconnaissance de l'action de son fondateur. Devenue cité en 1918, elle fusionne avec Joliette-Sud en 1966, laquelle a été créée en 1957, et reçoit son statut actuel de ville en 1981. »

## Histoire

### XIXesiècle

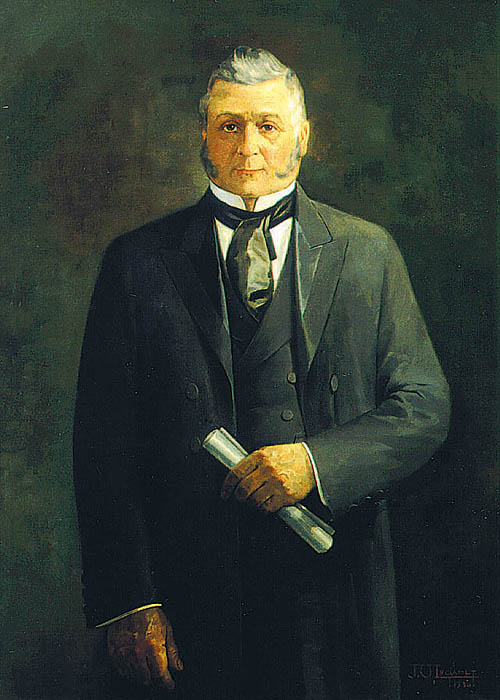
Barthélemy Joliette par Vital Desrochers (vers 1838).

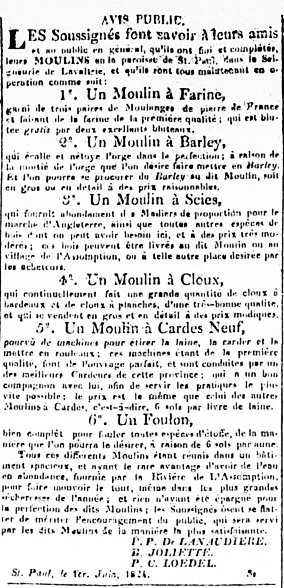
Les moulins de L'Industrie.

L'histoire de la fondation de Joliette remonte au temps de Barthélemy Joliette, époux de Marie-Charlotte de Lanaudière, qui devient en 1823 développeur de la seigneurie de Lavaltrie, anciennement tenue par les seigneurs de Lanaudière. Le nord du territoire de la seigneurie de Lavaltrie était alors une très belle forêt de pins inexploitée alors que la demande était grande. Pierre-Paul de Lanaudière, Barthélémy Joliette et Peter-Charles Lœdel, époux de Marie-Antoinette de Lanaudière, devenus copropriétaires de la seigneurie de Lavaltrie, ont fondé un nouveau domaine seigneurial dans le nord du territoire, le village de L'Industrie, pour mettre en valeur leur seigneurie.
Ils ont d'abord fait construire en 1824 un ensemble de moulins à farine, à barley, à scies, à cloux, à cardes neuf et un foulon sur les bords de la rivière L'Assomption.
Pierre-Paul de Lanaudière est décédé en 1832, son fils Gaspard a assuré sa succession. Les seigneurs ont fait construire plusieurs infrastructures entre 1824 et 1848 : un marché public, une église, un presbytère et un collège. Ils agissaient comme de vrais agents de développement en finançant les infrastructures. L'église et le collège leur ont appartenu jusqu'en 1850, date du legs à la paroisse.
En 1828, B. Joliette et P.-C. Lœdel se sont fait construire deux imposants manoirs en pierre alors que ce n'était qu'un village de bûcherons. Ils étaient situés près de l'école Les Mélèzes où d'autres moulins ont été construits.
En 1847, les Clercs de Saint-Viateur sont arrivés dans le village pour s'occuper de dispenser l'éducation aux garçons du Collège Joliette. L'enseignement était moderne : pratique et technique, anglais enseigné dès la première année. Les Clercs ont eu un impact important sur la vie culturelle de Joliette qui est encore perceptible aujourd'hui.
En 1850, les seigneurs ont fait construire un chemin à rails reliant leurs scieries au quai de Lanoraie. Il sera prolongé en 1852 jusqu'à Rawdon par J.H. Dorwin et ses associés. Barthélemy Joliette est décédé en 1850 en ayant juste le temps de voir son train fonctionner.
Edward Scallon a repris les affaires de son patron à sa mort. En 1855 il a construit des moulins en amont sur la rivière L'Assomption, vis-à-vis de la maison Antoine Lacombe où il rêvait de fonder le village d'Entreprise. Il est devenu ainsi le premier maire de la nouvelle municipalité de Saint-Charles-Borromée-du-Village-d'Industrie en 1855. Grâce au commerce du bois, Édouard Scallon avait réussi à amasser une fortune importante évaluée lors de son décès, en 1864, à environ 100 000 $, qu'il a en grande partie léguée à la paroisse de Joliette.
En 1863, la section urbaine de la municipalité s'est séparée de la section rurale et prend le nom de Joliette, en l'honneur de son fondateur. Le premier journal de la ville, Le Messager, a été créé l'année suivante et est resté en activité pendant 29 ans. L'Étoile du Nord, autre journal important de Joliette, a débuté en 1884 et est resté actif jusqu'en 1965, lorsqu'il a fusionné avec le Joliette-Journal.
En 1885, une des premières inondations est survenue à Joliette. Les dégâts ont été importants, la puissance des eaux et des glaces ont détruit les deux ponts, coupant toutes les communications entre Joliette et le reste du monde. Les ponts ont été reconstruits la même année mais avec des matériaux plus solides.
Quatre ans plus tard, l'électricité a fait son arrivée dans la ville et la centrale a été installée sur la rivière L'Assomption. C'est d'ailleurs la présence de ce cours d'eau, combinée à celle du chemin de fer, qui va permettre à Joliette de connaître une croissance industrielle au début du XXe siècle.

### XXesiècle
En 1904, le diocèse de Joliette est créé et donne une importance régionale à la ville de Joliette, notamment sur le plan spirituel. En 1923, la ville fête le centenaire de la fondation, et de nombreuses festivités sont organisées pendant deux jours. Six ans plus tard, la Société historique de Joliette est créée par Eugène Martin, et son premier président est Sir Mathias Tellier.
Au début des années 1930, la ville lance la construction d'un aréna, aujourd'hui l'aréna Marcel Bonin.
Plusieurs incendies ont lieu dans la ville. Un des plus importants survient en 1935 et réduit en cendres le couvent et l'école normale des Sœurs de la Congrégation, et tue trois personnes. Cet édifice, qui était l'ancien manoir de Barthélemy Joliette, est une perte patrimoniale importante.
En 1963, à l'occasion de l'année du centenaire de la ville, le maire annonce que le marché public sera détruit afin d'être remplacé par l'esplanade. Le marché public était présent depuis 1851, et le marché Bonsecours, édifice regroupant des kiosques de vente, avait été construit vers 1874. À partir de 1955, l'édifice commence à dépérir et ne répond plus aux normes de sécurité et d'hygiène. En 1964, l'esplanade, actuelle place Bourget, remplace le marché Bonsecours. Quatre ans plus tard, le Séminaire de Joliette devient le Cégep de Joliette à la suite de la commission Parent sur l'état du système d'éducation au Québec.
En 1966, une des industries les plus importantes de la région s'installe à Joliette : la compagnie Firestone. Durant la décennie 1970, de nombreux incendies détruisent des bâtiments de la ville. Encore en janvier 1971, quatre commerces du centre-ville sont détruits par les flammes dans la même journée. Cette décennie est aussi marquée par plusieurs évènements d'envergure. En 1975, les Galeries Joliette sont inaugurées et sont encore un acteur économique important pour la ville. En 1976, à l'occasion des Jeux olympiques de Montréal, Joliette accueille la compétition de tir à l'arc. Cette même année, le Musée d'art de Joliette ouvre ses portes après deux ans de travaux. Deux années plus tard, la ville accueille les Jeux du Québec et treize disciplines.
En 1989, le Festival de Lanaudière voit son amphithéâtre inauguré par un concert sous la direction de Semyon Vekshtein. Trois ans plus tard, la construction de la prison pour femmes de Joliette est annoncée. La première prisonnière y entre en 1997.

## Géographie
La ville de Joliette est située dans les basses-terres du Saint-Laurent. Les conditions climatiques de la plaine du Saint-Laurent ont plusieurs impacts sur la population. La température moyenne annuelle est de 5 °C, ce qui signifie une période de croissance plus longue que dans d'autres régions. La rivière L'Assomption serpente à travers la ville du nord au sud.

### Secteurs
La ville est divisée en huit secteurs :
- Bélair et Christ-Roi Ouest,
- Christ-Roi Est,
- Centre-ville Est,
- Sainte-Thérèse,
- Saint-Jean-Baptiste et Carrefour-du-Moulin Est,
- Saint-Pierre Sud et Carrefour-du-Moulin Ouest,
- Saint-Pierre Nord,
- Centre-ville Ouest.

### Transports
La ville de Joliette possède un service de transport en commun, la Corporation de transport Joliette métropolitain (CTJM). Le réseau couvre, en plus de Joliette, Notre-Dame-des-Prairies et Saint-Charles-Borromée. De plus, des autobus font la liaison entre Montréal et Joliette.
Deux routes importantes traversent Joliette. La route 131, qui débute à Lavaltrie et se termine à Saint-Michel-des-Saints, traverse la ville du nord au sud et permet de se rendre à l'autoroute 40. La route 158, qui débute à Lachute et se termine à Saint-Ignace-de-Loyola, au traversier, traverse la ville d'est en ouest.
Le réseau cyclable fait plus de 40 kilomètres, dont 10 kilomètres hors pistes. Il propose plusieurs places tout au long des pistes pour s'arrêter et trouver des installations pour pique-niquer ou se désaltérer. Des passerelles permettent de traverser la rivière L'Assomption et relient les quartiers Carrefour-du-Moulin et Base-de-Roc.

## Démographie
| 1996   | 2001   | 2006   | 2011   | 2016   | 2021   |
| ------ | ------ | ------ | ------ | ------ | ------ |
| 17 541 | 17 837 | 19 044 | 19 621 | 20 484 | 21 384 |

En 2021, la population de Joliette a été 21,384, en augmentation de 4,4 % sur 2016.
92,3% de la population a comme langue maternelle le français. Certaines autres premières langues parlées sont l'espagnol (1,2 %), l'anglais (1,1 %), l'arabe (0,8 %) et l'atikamekw (0,5 %).
7,1 % des résidents appartenaient à des minorités visibles, 2,4 % étaient autochtones et les 90,5 % restants étaient blancs/européens. 

## Administration
Les élections municipales se font en bloc et suivant un découpage de huit districts.
| Joliette Maires depuis la fondation                                                                                  |                             |                       |          |
| Élection | Maire                       | Qualité               | Résultat |
| 1864-1872 | Gaspard de Lanaudière       | Seigneur de Lavaltrie |          |
| 1872-1874 | Louis-François-Georges Baby | Juge                  |          |
| 1874-1875 | Gaspard de Lanaudière       | Seigneur de Lavaltrie |          |
| 1875-1891 | Édouard Guilbault           | Politicien            |          |
| 1891-1892 | J. Adolphe Fontaine         |                       |          |
| 1892-1897 | Pierre-Édouard McConville   |                       |          |
| 1897-1903 | J. Adolphe Renaud           |                       |          |
| 1903-1910 | Joseph-Mathias Tellier      | Politicien            |          |
| 1910-1921 | Alexandre Guilbaut          |                       |          |
| 1921-1928 | Émery Ladouceur             |                       |          |
| 1928-1932 | J. Georges Chevalier        |                       |          |
| 1933-1934 | Adrien Piette               |                       |          |
| 1934-1938 | J. Conrad Perreault         |                       |          |
| 1938-1940 | J. Baptiste. Fontaine       |                       |          |
| 1940-1946 | Alexandre Boisvert          |                       |          |
| 1946-1949 | Georges Étienne Laporte     | Médecin               |          |
| 1949-1952 | Édouard Gervais             | Dentiste              |          |
| 1952-1955 | Alexandre Boisvert          |                       |          |
| 1955-1956 | Rosaire Roch                |                       |          |
| 1956-1970 | Camille Roussin             |                       |          |
| 1970-1978 | Roland Rivest               |                       |          |
| 1979-1982 | Gilles Beaudry              |                       |          |
| 1982-1990 | Jacques Martin              |                       |          |
| 1990-1995 | Gilles Beaudry              |                       |          |
| 1996-2000 | Danielle Laferrière         | Première mairesse     |          |
| 2000 | René Laurin                 |                       |          |
| 2002 | René Laurin                 |                       | Voir     |
| 2005 | René Laurin                 | Voir                  |          |
| 2009 | René Laurin                 | Voir                  |          |
| 2013 | Alain Beaudry               |                       | Voir     |
| 2017 | Alain Beaudry               | Voir                  |          |
| 2021 | Pierre-Luc Bellerose        |                       | Voir     |
| Élection partielle en italique Depuis 2005, les élections sont simultanées dans toutes les municipalités québécoises |                             |                       |          |

## Culture
La musique prend une place importante à Joliette, lui donnant d'ailleurs sa devise ornée d'une clef de sol : « Joliette, Sol de musique ». L'Orchestre symphonique des jeunes de Joliette (OSJJ) y est fondé et dirigé par le père Roland Brunelle dès 1971. Fernand Lindsay crée en 1978 le Festival de Lanaudière, un festival international de musique classique.
Le Festival Blues de Joliette se déroule à la fin du mois de septembre pendant trois jours. Plusieurs artistes y sont en spectacles dans différents restaurants et bars du centre-ville de Joliette. Durant la même période se déroule la Semaine de la danse, au cours de laquelle plusieurs ateliers et spectacles ont lieu pour faire découvrir les différents types de danse. Le tout se déroule dans différents endroits de la ville et est accessible à tous. Certaines représentations ont lieu sur la place Bourget, dans le centre-ville de Joliette.
Durant le mois de mai, le Festival Petits bonheurs initie les enfants de zéro à six ans à différents aspects de l'art. Cette initiation se fait sous forme d'ateliers et de spectacles dans différents endroits de la ville. Ces ateliers proposent essentiellement de la musique, les arts du cirque, des contes et du bricolage.
Au mois de juillet, depuis 1994, se déroule le Festival Mémoire et Racines. Ce festival est organisé par un organisme sans but lucratif qui fait la promotion « des arts traditionnels d'ici et d'ailleurs tels que la chanson, la musique, la danse et le conte ».
Durant l'hiver se tient le Festi-glace de la MRC de Joliette. Lors de la première journée du festival, les festivités sont lancées par un spectacle de feux d'artifice en soirée. Les activités du festival ont surtout lieu sur la rivière l'Assomption, qui est transformée en patinoire pour l'occasion. Plusieurs activités se déroulent tout au long du festival, comme des spectacles de musique, des démonstrations de sculptures sur neige et des parties de hockey amicales. Le long de la rivière, quelques kiosques vendent nourritures et boissons chaudes.
La ville abrite le musée d'art de Joliette, fondé en 1976 grâce au travail du père Wilfrid Corbeil. Il a été rénové de façon important en 1984 et 1992 pour se mettre aux normes muséales et agrandir son espace. Les dernières rénovations ont eu lieu en 2015 et ont grandement modifié l'esthétisme de l'édifice.
La ville possède une bibliothèque d'envergure, située depuis 2007 dans l'ancienne église de Saint-Pierre-Apôtre. La bibliothèque Rina-Lasnier est nommée en l'honneur de la poétesse Rina Lasnier.

## Patrimoine
Sur le territoire de Joliette plusieurs bâtiments témoignent de l'histoire de la ville. Parmi les édifices patrimoniaux, beaucoup de résidences ont été construites pour les notables joliettains du XXe siècle.

### Édifices gouvernementaux
- Palais de justice, construit en 1860 par F.P. Rubidge[21] et aujourd'hui occupé par des services du Gouvernement du Québec.
- Bureau de poste, construit vers 1888.
- Gare du Canadien National, construite dès le début du XXe siècle et aujourd'hui partie du patrimoine canadien[22].
- L'Arsenal, construite en 1908 pour accueillir le 83e bataillon d'infanterie de Joliette et aujourd'hui occupé par la Société d'histoire de Joliette - De Lanaudière.
- Hôpital Saint-Eusèbe, construit en 1949 et aujourd'hui reconverti en centre d'hébergement.

### Édifices scolaires
- Cégep régional de Lanaudière à Joliette et l'Académie Antoine-Manseau, construit en 1846 et rénové à plusieurs reprises au cours des années.
- Académie Saint-Viateur, construite entre 1919 et 1920, elle sert aujourd'hui de résidence.
- École Les Mélèzes, ancien couvent de la congrégation Notre-Dame construit au milieu des années 1930.
- École Baby, qui accueille l'hôtel de ville et dont la construction a été réalisée en 1938.

### Édifices religieux
- Évêché de Joliette, construit en 1879 et conçu par le père Joseph Michaud.
- Chapelle Saint-Joseph et Ancienne École industrielle, 1884.
- Cathédrale Saint-Charles-Borromée, construite entre 1887 et 1892.
- Église protestante, 1902, sert aujourd'hui de centre culturel.
- Maison provinciale des Sœurs des Saints-Cœurs de Jésus et de Marie, 1905, abrite aujourd'hui des logements sociaux, la Fondation du Carré Saint-Louis et l'Annexe à Rolland.
- Abbaye Notre-Dame-de-la-Paix, 1907, accueille les moniales bénédictines.
- Presbytère Saint-Pierre, réalisé par Alphonse Durand entre 1901 et 1914 et aujourd'hui est une résidence.
- Résidence des Clercs de Saint-Viateur et Centre Champagneur, construite entre 1939 et 1941 et sa conception est le travail du père Wilfrid Corbeil.
- Couvent des Soeurs missionnaires de l'Immaculée-Conception, 1953.
- Église Sainte-Thérèse-de-L'Enfant-Jésus, 1951 et conçue par le père Wilfrid Corbeil.
- Église Christ-Roi, 1953.
- Église Saint-Pierre-Apôtre, 1954 et est aujourd'hui la bibliothèque Rina-Lasnier.

### Édifices culturels
- Institut d'artisans et association de bibliothèque, construit en 1856 et qui est un restaurant depuis plusieurs années.

### Résidences privées
Toutes les résidences, sauf mention contraire, ont été réalisées par Alphonse Durand.
- Maison ouvrière, milieu du XIXe siècle, mais son concepteur est inconnu.
- Maison Joseph-Turcotte, 1890, mais son concepteur est inconnu.
- Maison Hilaire-Alexandre-Cabana, 1896 et il s'agit d'une des premières résidences construite par Alphonse Durand.
- Maison Albert-Gervais, 1896 pour l'éditeur Albert Gervais et qui est aujourd'hui une résidence et un salon de coiffure.
- Maison Joseph-Adélard-Dubeau, 1901.
- Maison Joseph-Sylvestre, 1901.
- Maison Wenceslas-Pouliot, 1901.
- Maison Maurice-Lasalle, 1901.
- Maison Joseph-Mathias-Tellier, 1904 et est aujourd'hui occupé par des cabinets d'avocats et de notaires.
- Maison Roland-Magnan, 1904 et est aujourd'hui un cabinet de dentiste.
- Maison Durand-Schwerer, 1906 et Marie Schwerer, épouse d'Alphonse Durand, a décoré l'intérieur de la demeure familiale.
- Maison Charles-Édouard-Ferland, 1907 et abrite aujourd'hui un commerce d'arts.
- Maison Siméon-Alfred-Lavallée, 1908 et abrite aujourd'hui la Brasserie artisanale l'Albion.
- Maison Fidèle-Perreault, 1909.
- Maison Omer-Frenette, 1909.
- Maison Norman-Carswell, 1909.
- Maison Hervé-Chiré de Cournaud, 1909 et est aujourd'hui un bureau de psychologue.
- Maison Renaud-Chevalier, construite de 1906 à 1909.
- Maison William-Copping, 1910.
- Maison Arsène-Lafond, 1910, mais pas par Alphonse Durand.
- Maison Jean-Baptiste-Fontaine, 1910.
- Maison Guy-Guibault, 1912 et abrite aujourd'hui une compagnie d'assurance.
- Maison Antonio-Barrette, 1915 pour Antonio Barrette.
- Maison Perreault-Lévesque, construite vers 1920, mais son concepteur est inconnu.
- Maison Georges-Lesage, 1921.
- Maison Amélie Fristel, qui a été construite en 1924 comme pensionnat et école des Sœurs des Saints-Cœurs de Jésus et de Marie et sert aujourd'hui de centre d'hébergement. Cette résidence n'a pas été réalisée par Alphonse Durand.
- Maison Gustave-Guertin, datant de 1935 et son concepteur est inconnu.
- Maison Lucien-Caron, concepteur inconnu et construite en 1938.

## Éducation
Le collège constituant de Joliette partie intégrante du Cégep régional de Lanaudière
La Commission scolaire des Samares gère les écoles publiques francophones suivantes :
- École secondaire Thérèse-Martin
- École secondaire Barthélemy-Joliette
- École Primaire Des Mésanges, pavillon Christ-Roi
- École Primaire Des Mésanges, pavillon Sainte-Marie
- École Saint-Pierre
- École Primaire Marie-Charlotte - Saint-Pierre
- École Primaire Les Mélèzes
- École Primaire Monseigneur J.-A. Papineau
- École Primaire Sainte-Thérèse
- Maternelle Wilfrid-Gervais

La Commission scolaire Sir Wilfrid Laurier gère les écoles publiques anglophones suivantes :
- École primaire Joliette à Saint-Charles-Borromée[23]
- École secondaire Joliette à Joliette[24]

Écoles privées francophones:
- Académie Antoine-Manseau

## Évêché
- Diocèse de Joliette.

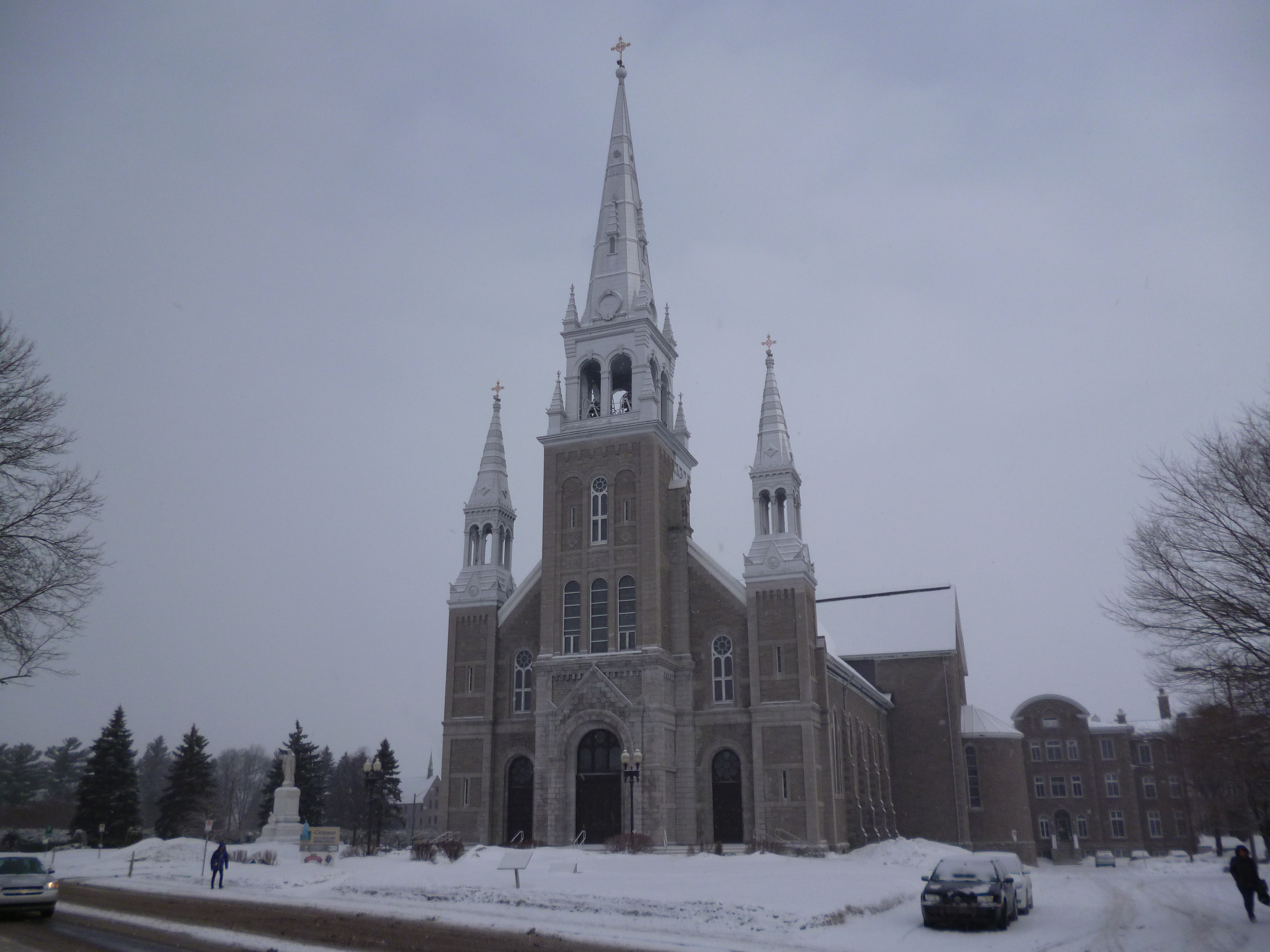
La cathédrale.

- Cathédrale Saint-Charles-Borromée de Joliette.

## Sports

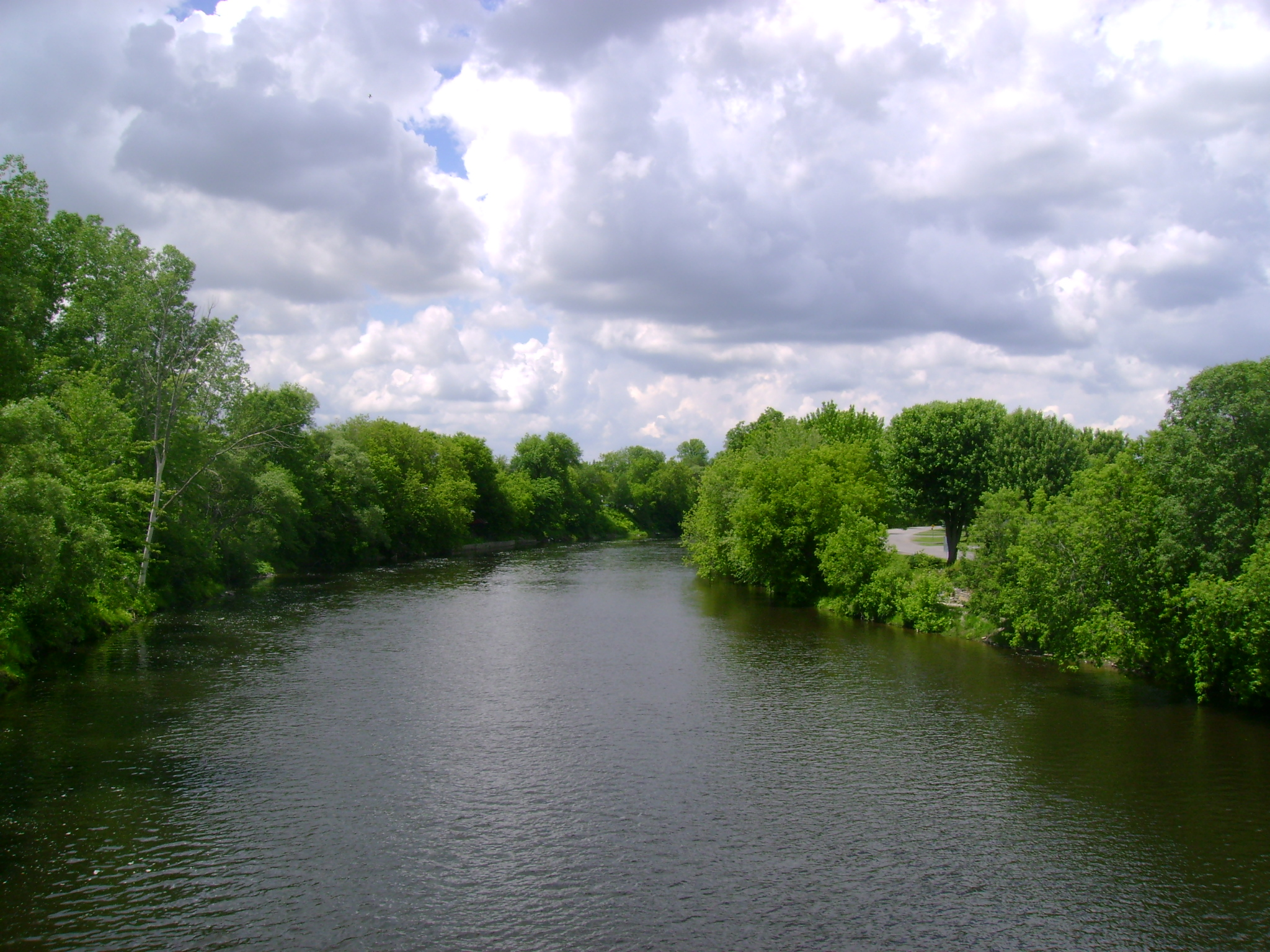
Rivière l'Assomption.

La ville a accueilli les compétitions de tir à l'arc des Jeux olympiques de Montréal en 1976 et les Jeux du Québec durant l'été 1978. Le site de tir à l'arc se trouve toujours dans le quartier Base-de-Roc.
Joliette a également été l'hôte des Jeux d'hiver spéciaux du Québec en février 2011.
Il est possible d'y patiner l'hiver sur la rivière L'Assomption, la deuxième plus longue patinoire extérieure sur rivière du Canada et la plus longue du Québec. En été, il est possible de faire du kayak ou du canot sur la rivière en louant les embarcations à la piscine municipale du parc Louis-Querbes.
Une équipe de la Ligue de hockey senior AAA du Québec (LHSAAAQ), Les Sportifs, évolue localement au Centre récréatif Marcel-Bonin.
Au niveau du soccer, la ville de Joliette est représentée par Le laser. Cette association regroupe près de 2000 joueurs âgés de quatre ans ou plus. Cette association existe depuis la fin du XXe siècle et, depuis 2009, elle regroupe les associations de soccer mineur de Joliette, Notre-Dame-des-Prairies, Saint-Charles-Borromée, Saint-Paul et Saint-Thomas.
Le Ultimate frisbee est pratiqué depuis 2014 au niveau adulte à Joliette. L'association Ultimate Joliette existe depuis mars 2018. La vision est de positionner l'association comme un leader pour le développement de l'Ultimate et de la vie sportive au Québec et principalement dans le Grand Joliette. Les valeurs portées par l'association sont l'esprit sportif, le franc-jeu, le plaisir, le développement et l'équité[réf. souhaitée].
L'équipe de football américain, les Pirates, voit le jour en 1992, elle est de niveau scolaire, attachée à l'école secondaire Barthélemy-Joliette. En 1998, l'équipe se détache du milieu scolaire pour devenir une organisation civile. Ce changement est fait pour répondre aux nombreuses demandes de l'extérieur de l'école. Au fil des années, différents niveaux de compétition sont ajoutés, comme peewee, moustique et atome. En 2018, l'organisation s'associe avec les Braves de Lanaudière et devient une équipe de flag-football.
Les amateurs de golf ont accès à un parcours de dix-huit trous au Club de golf Base de Roc. Ce club est présent, dans le quartier Base-de-Roc, depuis 1978. Parmi les services offerts, une académie permet de se perfectionner avec des joueurs expérimentés, des journées de démonstration par des compagnies dans le domaine du golf ainsi que des camps pour les enfants de sept à dix-huit ans. Un autre club de golf, le Club de Golf de Joliette, est installé depuis 1951 dans la ville voisine de Saint-Charles-Borromée.

## Parcs
Plusieurs parcs et espaces verts sont présents dans la ville de Joliette. Leurs noms sont souvent associés à des personnalités ou familles importantes de l'histoire joliettaine. Plusieurs parcs sont équipés de divers équipements, comme des terrains de sport, des modules pour enfants, des jeux d'eau et une connexion WiFi.
- Parc Antonio-Barrette (1999)
- Parc Arthur-Leblanc (1989)
- Parc Arthur-Normand (1982)
- Parc Arthur-Robillard (1970)
- Parc Bélair (1981)
- Parc des Dalles (1995)
- Parc Désilets (1969)
- Parc Émile-Prévost (1953)
- Parc Étoile-du-Nord (1981)
- Parc Georges-Émile-Lapalme (1969)
- Parc Georges-Rondeau
- Parc Hervé-Champoux
- Parc Joseph-Édouard-Gervais
- Parc Joseph-Pierre-Richard (1994)
- Parc Lajoie (1916)
- Parc Louis-Querbes (1988)
- Parc Marsolais (1969)
- Parc Pierre-Charbonneau (1978)
- Parc Réal-Laurin (1984)
- Parc Renaud (1902)
- Parc Riverain
- Parc Robert-Quenneville (1998)
- Parc Saint-Jean-Baptiste (1958)
- Parc Savignac (2015)
- Parc Sœur-Hermias (1969)
- Place des Moulins
- Île Vessot
- Réserve naturelle Marie-France-Pelletier

## Commerce et industrie
La ville de Joliette s'est d'abord appelée Village de L'Industrie. Elle a été fondée autour d'un ensemble de moulins bâti par les seigneurs de Lavaltrie pour exploiter le bois.

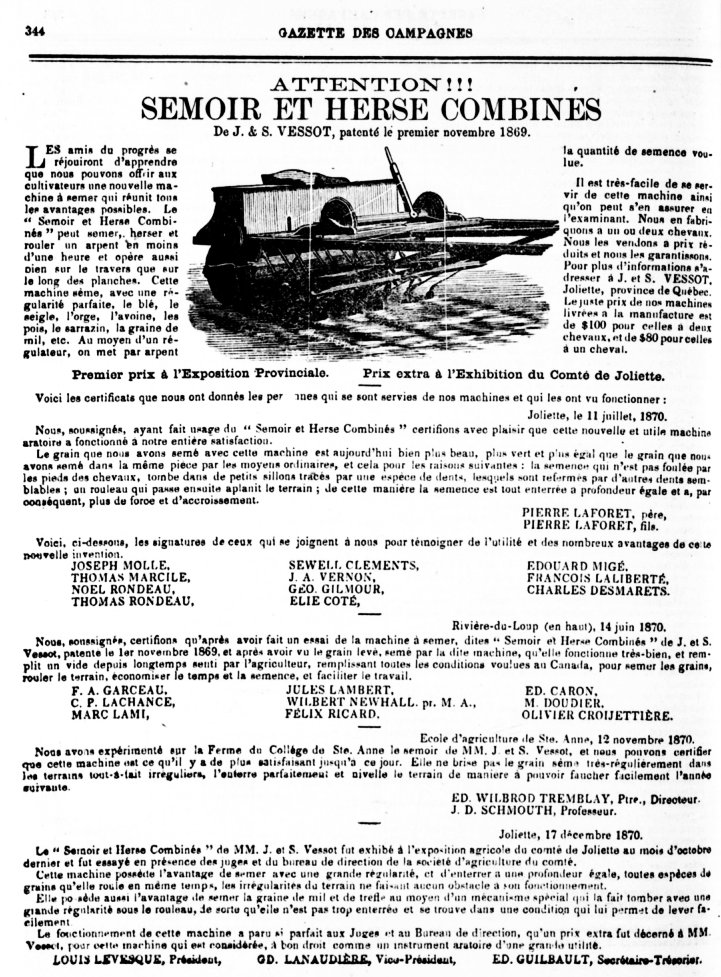
Semoir herse et rouleau combiné de S. Vessot.

La première entreprise industrielle est la compagnie S. Vessot, fondée en 1885 par un inventeur de machines agricoles. Le village Vessot sur le boulevard Base de Roc était un important centre de fabrication employant une centaine d'ouvriers jusque dans les années 1980.
Le centre commercial, appelé Galeries Joliette, abrite plus de 130 magasins et restaurants. Il ne comporte qu'un seul étage ; les agrandissements, lorsque nécessaires, se font en allongeant les galeries. L'ensemble occupe donc une vaste superficie.

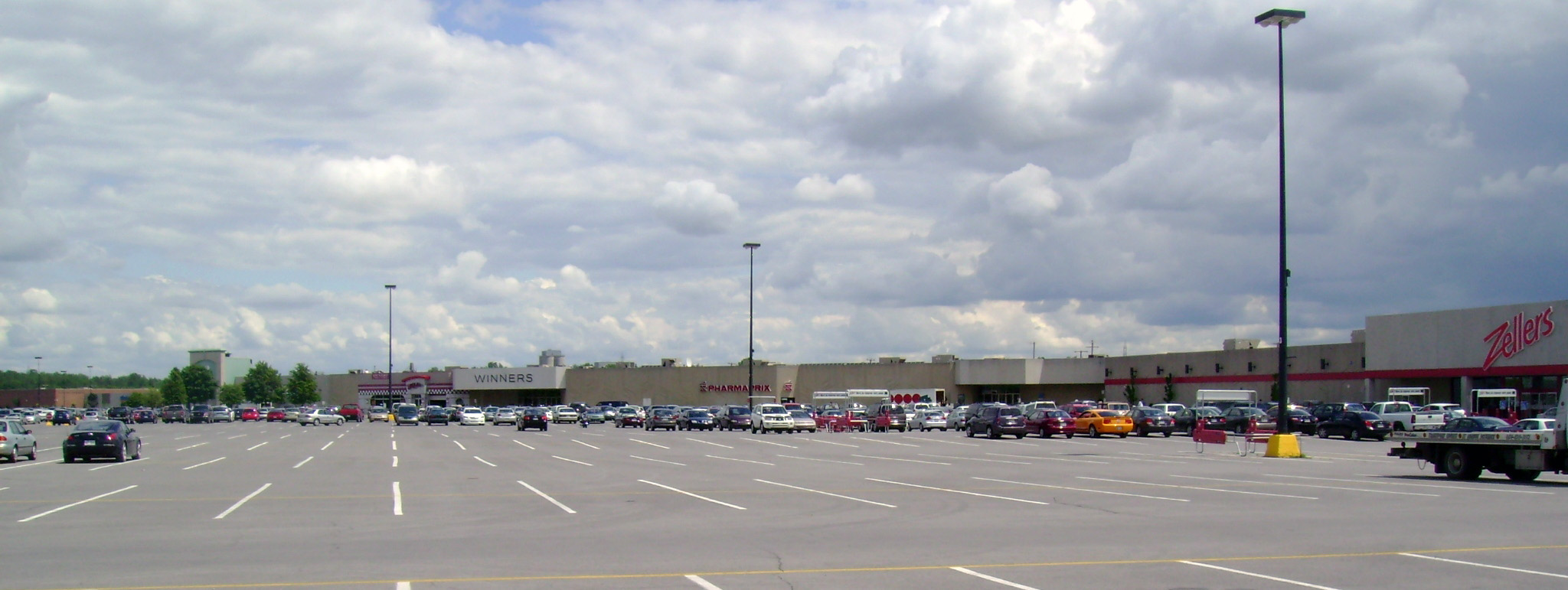
Galeries Joliette

Le centre-ville de Joliette compte près de 250 entreprises dans le domaine des services, du commerce, de la restauration et des bars. Il a été rénové en 2008-2009.
Quelques entreprises occupent une place importante à Joliette. L'entreprise Bridgestone Canada emploie plus de 1 000 personnes dans son usine située sur le boulevard Firestone. Lors de son implantation en 1965, il s'agissait de l'usine de la compagnie Firestone, d'où l'origine du nom du boulevard. En 2016, Bridgestone Canada annonce un investissement de 312 millions de dollars pour moderniser l'usine de Joliette sur une période de cinq ans. Du même souffle, la compagnie assure que les quelque 1 000 emplois seront conservés pour au moins vingt ans. En 2018, la compagnie commence la construction d'un nouvel entrepôt automatisé au coût de 56 millions de dollars. L'ajout de cet entrepôt doit permettre d'augmenter la production de pneus à près de 20 000 par jour d'ici 2020.
La Librairie Martin est présente à Joliette depuis 1925 et est toujours en activité. René Martin achète la librairie Saint-Joseph, situé sur la rue Notre-Dame en 1925. Avant la fin de cette année, il déménage son entreprise sur le boulevard Manseau. En 1934, un nouveau magasin est ouvert sur la place Bourget et la librairie, avec un service de papeterie, devient le principal fournisseur des commissions scolaires de la région. Entre 1940 et 1990, plusieurs incendies frappent la ville de Joliette. La librairie ne sera pas épargnée et sera détruite par un incendie en 1972. La librairie sera reconstruite sur la rue Saint-Viateur et y restera jusqu'à sa fermeture en avril 2016. Le bâtiment n'est plus rentable, notamment à cause du contenu gratuit sur internet. Après des négociations difficiles avec les employés et un lock-out, la librairie ouvre ses portes à nouveau en octobre 2016, mais dans les Galeries Joliette, où la librairie avait une filiale express depuis 2012.
Une autre entreprise fût implantée à Joliette pendant plusieurs années: Le restaurant Chez Henri. Ce restaurant existe depuis 1957 et au début, il s'agissait d'une roulotte sur la place du marché, l'actuelle Place Bourget. Dans les années 60, le restaurant quitte Joliette pour s'installer de manière permanente dans la ville voisine de Saint-Charles-Borromée. Ce restaurant a été ouvert 24h par jour de 1978 à 2018. En 2018, dû a une pénurie de main-d'œuvre, le restaurant a vu ses heures d'ouvertures réduites. 
L’économie de la ville repose principalement dans les secteurs manufacturier et des services. Le plus grand fabricant de gravier de la région, Graybec, est situé à Joliette et exploite une immense carrière juste à l’extérieur de la ville.
Au centre de la ville se trouvent les Galeries Joliette, qui comptent près de 100 détaillants ainsi qu’un immeuble de bureaux de 5 étages. 1000003843_28_4bcb9fa3-b32a-4ab5-9ef5-ed8c45efdcc9_ORIGINAL.jpg (1400×631) 

## Personnalités liées à la ville
- Élise Desaulniers, écrivaine, journaliste, militante végane née à Joliette.
- Antonio Barrette, député de l'Union nationale, premier ministre du Québec et ambassadeur du Canada en Grèce.
- Marcel Bonin, joueur de hockey des Canadiens de Montréal.
- Père Wilfrid Corbeil, architecte, peintre et fondateur du Musée d'art de Joliette.
- Père Rolland Brunelle, violoniste et professeur de musique.
- Père Fernand Lindsay, fondateur du Festival international de Lanaudière.
- George-Émile Lapalme, chef de l'opposition à l'Assemblée nationale de 1953 à 1960 et considéré comme un des pères de la Révolution tranquille.
- Sir Joseph-Mathias Tellier, chef de l'opposition à l'Assemblée législative du Québec de 1909 à 1915.
- Louis-François-Georges Baby, député fédéral du comté de Joliette en 1872, ministre du Revenu de l'intérieur et membre du conseil privé[38].
- Denis Coderre, maire de Montréal de 2013 à 2017.
- Pierre Marcotte, animateur de télévision canadien
- Jemmy Echaquan-Dubé, actrice atikamekw a habité et été scolarisée à Joliette.

## Jumelage
Brive-la-Gaillarde (France) depuis 1985.